# Pterolophia pilosipes
Pterolophia pilosipes är en skalbaggsart som beskrevs av Maurice Pic 1926. Pterolophia pilosipes ingår i släktet Pterolophia och familjen långhorningar. Inga underarter finns listade i Catalogue of Life.